# Halictus tridivisus
Halictus tridivisus är en biart som beskrevs av Blüthgen 1923. Halictus tridivisus ingår i släktet bandbin, och familjen vägbin. Inga underarter finns listade i Catalogue of Life.